# 埃利斯-多库尔
埃利斯-多库尔（法語：Élise-Daucourt，法語發音：[eliz dokuʁ]）是法国马恩省的一个市镇，属于香槟沙隆区。该市镇于1965年由原市镇埃利斯（Élise）和多库尔（Daucourt）合并而成。

## 地理
埃利斯-多库尔（49°2'47"N, 4°52'0"E）面积15.32 平方千米，位于法国大東部大區马恩省，该省份为法国东北部内陆省份，北起阿登省，西北接埃纳省，西南接塞纳-马恩省，南至奥布省，东南接上马恩省，东临默兹省。
与埃利斯-多库尔接壤的市镇（或旧市镇、城区）包括：阿尔热、布罗圣雷米、沙特里斯、多马坦-当皮埃尔、拉普塞库尔、韦里耶尔、瓦勒蒙。

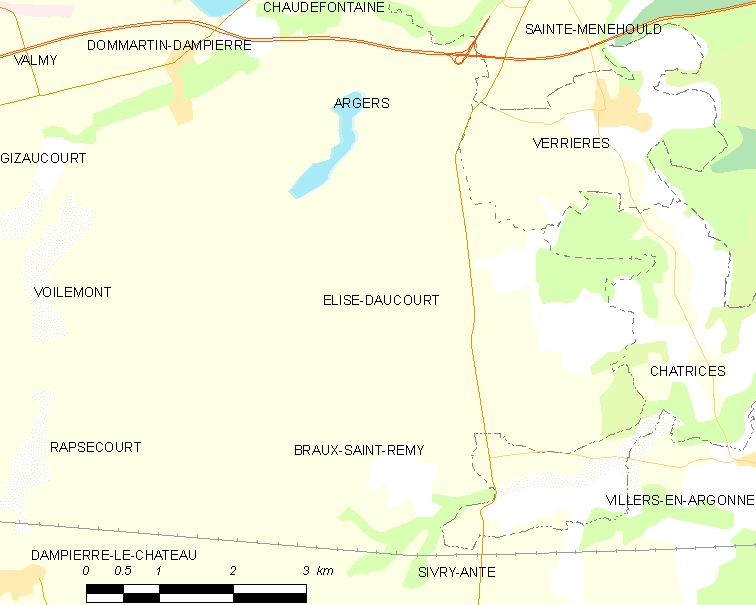
埃利斯-多库尔的OSM定位图

埃利斯-多库尔的时区为UTC+01:00、UTC+02:00（夏令时）。

## 行政
埃利斯-多库尔的邮政编码为51800，INSEE市镇编码为51228。

## 政治
埃利斯-多库尔所属的省级选区为阿戈讷-叙普-韦勒县。

## 人口

1962-2008年间埃利斯-多库尔人口变化图示

埃利斯-多库尔于2022年1月1日时的人口数量为81人。